# Love Me Tender (sang)
"Love Me Tender" er en komposition af Vera Matson og Elvis Presley fra 1956. Den er titelmelodi til filmen Love Me Tender og indsunget af Elvis Presley den 24. august 1956. Sangen er krediteret Vera Matson og Elvis Presley, men er i realiteten skrevet af Ken Darby, som var gift med Vera Matson. Den er baseret på "Aura Lee", en amerikansk sang fra 1861. "Aura Lee" anvendes i øvrigt som basis for "Violet (Flower Of NYU)", som er en af sangene i Presleys næstsidste spillefilm The Trouble With Girls.
Elvis indsang "Love Me Tender" i Fox Stage 1 i Hollywood. Den blev udsendt som A-side på en singleplade, og Elvis optrådte med sangen i et Ed Sullivan Show den 9. september 1956 kort tid før pladen kom på gaden og omtrent en måned før premieren på Elvis Presleys første film, Love Me Tender. Allerede den følgende dag havde Presleys pladeselskab, RCA, modtaget over 1 million forudbestillinger, hvilket gav en 'Guldplade' allerede før pladen var udkommet. Filmen havde indtil da haft titlen The Reno Brothers, men sangens kolossale popularitet gjorde, at filmen omdøbtes til Love Me Tender.

## Besætning ved indspilningen
Filmens producer ville ikke acceptere Elvis Presleys egne musikere, (Scotty Moore, Bill Black og D.J. Fontana), som hans akkompagnatører under optagelserne til filmens sange, herunder "Love Me Tender". I stedet blev det The Ken Darby Trio, der blev valgt som filmens – og pladens – orkester. Det blev i øvrigt den eneste gang i 1950'erne hvor Elvis Presleys gik i studiet uden sine faste baggrundsmusikere.

## Elvis Presleys versioner
Elvis indsang sangen i studiet i tre versioner:
- Love Me Tender – 2:41 – Indspillet 24. august 1956
- Love Me Tender (version til filmens slutscene) – 1:08 – Indspillet 1. oktober 1956 (udsendt i 1986 på albummet Essential Elvis)
- Love Me Tender (ikke-udsendt version i stereo) – 2:42 – Indspillet 24. august 1956

Herudover findes sangen som liveindspilning på to albummer:
- Elvis – NBC-TV Special (1968)
- Elvis As Recorded At Madison Square Garden (1972)

Elvis sang endvidere sangen i sin sidste film, den Golden Globe-vindende dokumentarfilm Elvis On Tour (1972).
Den 24. september 2002 udgav RCA en CD med titlen "ELV1S 30 #1 HITS" (bemærk at 'i' i Elvis er erstattet af et 1-tal), hvor "Love Me Tender" var med. Denne nye CD blev, ligesom i sin tid sangene på den, nummer 1 på hitlisterne rundt om i verden, – 25 år efter kunstnerens død!

## Kopiversioner
En lang række af andre grupper og solister har lavet deres egne indspilninger af "Love Me Tender", bl.a.:
- Richard Chamberlain
- Percy Sledge
- B.B. King
- Ricky Nelson
- Engelbert Humperdinck
- Norah Jones
- James Brown
- Tony Bennett
- Frank Sinatra

## Links
- Sangens tekst